# Подзорный остров
Подзо́рный (Ло́цманский) о́стров — утраченный остров в устье реки Фонтанки на территории Санкт-Петербурга.

## История
Небольшой островок, располагавшийся на слиянии рек Фонтанки и Екатерингофки, почти у самого устья Невы, был известен давно. Шведы его называли Овечий остров.
Когда Пётр I основал Санкт-Петербург, ему очень приглянулся этот островок, и он повелел отстроить на нём дворец. Уже в 1706 году на острове появляется деревянный дворец, названный Подзорным. По легендам, название дворца пошло от того, что Пётр I очень любил из него наблюдать за кораблями, идущими по фарватеру Большой Невы. По находящемуся дворцу, остров также стали называть Подзорным. После смерти Петра I дворец сильно обветшал и в 1803 году был разобран. После этого остров пришёл в запустение.
Новая жизнь острова началась в 1848 году, когда староста лоцманов Дмитрий Андриановский обратился с прошением о предоставлении лоцманам для проживания Подзорного острова. С 1853 года по 1855 год силами самих же лоцманов проводилось увеличение площади острова путём засыпки отмелей, а также укрепление береговой линии. В итоге площадь острова увеличилась почти в два раза, а обновлённая протока между Подзорным и Безымянным островами получила имя Подзорный канал. На острове были построены деревянные и каменные дома для проживания лоцманов, а также каменная часовня во имя святых равноапостольных Константина и Елены. После переселения на остров лоцманов, эту местность стали называть Лоцманской слободой, а остров получил второе название — Лоцманский. В Лоцманской слободе были две улицы — Лоцманская (вдоль острова) и Штурманская (поперёк острова), позже на некоторых картах также появилась набережная Подзорного канала. Остров соединялся с «большой землёй» деревянным мостом, располагавшимся ближе к Фонтанке, в створе Штурманской улицы; позже был построен ещё один мост — от Рижского проспекта.
Во время Великой Отечественной войны постройки острова сильно пострадали, а после войны в Подзорный канал был сброшен мусор, оставшийся после уборки города. Это стало началом конца острова. В начале 1960-х годов Подзорный канал был полностью засыпан, а Подзорный остров присоединён к Безымянному острову и передан Адмиралтейским верфям. Вскоре территория бывшего острова была полностью зачищена от прошлых построек, и на их месте были построены цеха верфи, сохраняющиеся по сей день.